# Teleocichla centrarchus
Teleocichla centrarchus és una espècie de peix de la família dels cíclids i de l'ordre dels perciformes.

## Morfologia
- Els mascles poden assolir 6 cm de longitud total.
- Nombre de vèrtebres: 34-37.[1][2]

## Hàbitat
Viu en zones de clima tropical.

## Distribució geogràfica
Es troba a Sud-amèrica: riu Xingu (conca del riu Amazones al Brasil).